# Acción Nacional Revolucionaria
L'Acción Nacional Revolucionaria (Action national-révolutionnaire) Association politique espagnole de caractère fasciste, fondée en 2012, organise depuis lors des manifestations avec d'autres groupes nationalistes et agit pour défendre l'honneur de la Division Azul, une unité de volontaires espagnols qui se sont battus avec l'Allemagne lors de la Seconde Guerre mondiale.

## Idéologie
Sa proposition politique est anticommuniste, identitaire et protectionniste, promouvant "l'assistance sociale aux Espagnols". Il se définit comme nationaux-révolutionnaires, anti-système et héritier de différents aspects du fascisme, du socialisme national et du falangisme. Ils ne se situent nulle part dans l’ensemble du spectre politique, bien qu’ils prétendent que leur nationalisme dépasse l’extrême droite, alors qu’en termes de problèmes économiques et sociaux, ils vont au-delà de l’extrême gauche. Si tel était le cas, l'idéologie de l'organisation en tant que national-bolchevique pourrait être cataloguée. Ils montrent également un rejet total de tout mouvement d'indépendance en Espagne, faisant ainsi partie du nationalisme espagnol.

## Symbologie
Outre le logo de l'Acción Nacional Revolucionaria, les membres s'identifient généralement avec des croix celtiques (symbole du néo-fascisme européen) sur le drapeau rouge-noir ou sur un fond noir, symbolisant ainsi l'opposition à l'affichage du drapeau blanc et au renforcement de la lutte révolutionnaire.